# One Two Three
One Two Three è il secondo singolo estratto dall'album della pop band belga Hooverphonic The Night Before, pubblicato nel 2011 in Italia, dove è ufficialmente entrato in rotazione radiofonica il 3 giugno dello stesso anno e pubblicato il 13 luglio.
Il video fu invece pubblicato a luglio e vede i componenti della band come pupazzi.

## Tracce
Promo - Digital (Columbia - (Sony) [be])
1. One Two Three - 3:00

## Classifiche
| Paese            | Posizione raggiunta |
| ---------------- | ------------------- |
| Belgio (Fiandre) | 48                  |

## Il video
Nel video si vede la cantante Noémie Wolfs del gruppo ballare al ritmo della canzone in una stanza con i pupazzi raffiguranti gli altri due membri del gruppo Alex Callier e Raymond Geerts che nel frattempo stanno arrivando da lei...
Una volta che gli altri membri del gruppo sono arrivati cominciano a suonare la canzone mentre i due pupazzi si fanno da parte mentre la cantante comincia il playback